# Diogo Pereira
Diogo Pereira foi um mercador, navegador e diplomata português do século XVI.
Pertencia à poderosa família dos Pereiras, ligada às origens de Macau, gozando de estreitas relações com os jesuítas. A família Pereira, de acordo com o historiador Luís Filipe Barreto, era uma autêntica "família-empresa", que operava em Macau e que se ocupou de organizar o sistema alfandegário da cidade, em conformes aceitáveis para os magistrados chineses da província de Cantão, debelando assim os atritos que na década de cinquenta se faziam sentir entre moradores e mercadores, em Macau.
Diogo Pereira, desde a década de 40 do século XVI, que comercializou pelas costas do mar do Sul da China, assumindo-se como um mercador escanado e solerte.

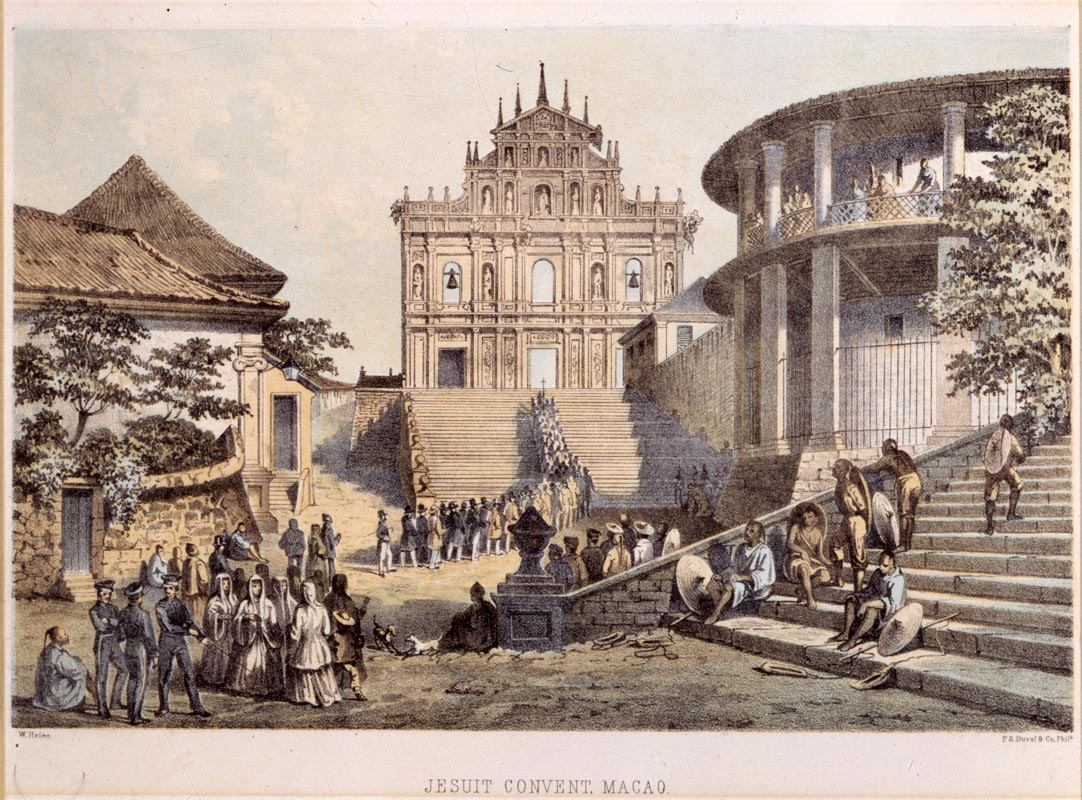
Ilustração da antiga Macau, com destaque para o convento Jesuíta. Os Jesuítas gozavam de estreitas relações com os Pereiras, pelo que se puderam alicerçar nessas boas relações para se estabelecerem em Macau.

O clã dos Pereiras, então encabeçado por Diogo Pereira, aproveitou o estabelecimento do diplomata Leonel de Sousa, e dinamizou o triângulo mercantil Ocidente-China-Japão, para os mercadores portugueses.
Em 1548 participou, juntamente com Galiote Pereira, filho do alcaide-mor de Arraiolos, na defesa de Aiutaia, então capital do reino do Sião, face aos assédios do reino do Pegu, por molde a salvaguardar os interesses do Estado Português da Índia na região.   Ainda no mesmo ano, ordenou a Galiote Pereira que levasse os seus juncos para a costa da província chinesa de Fuquiém, a fim de tentar escoar as mercadorias e despojos que lograra obter no Sião, sob condição de depois regressar a Malaca.
Contudo, em 1549, os juncos de Diogo Pereira, confundidos com embarcações piratas pelas autoridades chinesas,  foram obrigados a atracar à margem da costa de Fuquiém. Galiote Pereira, que viria a redigir a crónica «Algumas Cousas Sabidas da China», obra em que dá a conhecer ao povo português as suas vivências e peripécias pela China, começa a sua narrativa exactamente nesse momento, em que foram obrigados a atracara em Fuquiém.
Em 1552, foi nomeado embaixador na China, com a missão de acompanhar os jesuítas de São Francisco Xavier na viagem até Pequim. No caminho, porém, o missionário morreu, tendo sido sepultado na Ilha de Sanchoão. Fernão Mendes Pinto, na sua Peregrinação, por seu turno, relata que Pereira mais tarde exumou o corpo de Xavier desse primeiro jazigo, tendo-o levado para Goa, onde foi novamente sepultado.
Em 1558 é nomeado pela população local Capitão de terra do Porto de Amacau. Gil de Góis, cunhado de Diogo Pereira, parte de Goa a 27 de Abril de 1563 para Macau na nau do cunhado, sob a comenda real de apresentar embaixada à china. Além do presente para o Imperador, Gil de Góis trazia consigo o decreto real, onde constava que ele ou Diogo Pereira, se aquele assim o desejasse, deveriam ir à China, como embaixador. Nessa embaixada foram acompanhados pelos clérigos da Companhia de Jesus, para, pela quarta vez, se tornar a envidar a catequização do Império chinês, depois das tentativas de Francisco Xavier, Belchior Nunes Barreto e Luís de Fróis.
A carta régia, que foi entregue a Diogo Pereira, dava-lhe a oportunidade de escolher, entre ser embaixador à China, ou ficar em Macau com o cargo de capitão-de-terra de Macau, e já não apenas do porto. Diogo Pereira optou por governar Macau, que em 1562, já orçava entre 800 a 900  moradores portugueses e já esboçava os primeiros litígios judiciais, começando a justificar-se a necessidade de estabelecer um juiz permanente, para os sanar.
De acordo com a historiadora Beatriz Basto da Silva:
— “cargo de capitão-de-terra, o primeiro tipo de governo autónomo de Macau, Diogo Pereira, seu inicial ocupante (a 23-VIII-1562), continuou em exercício até 1587. As relações económicas com a China e com a Carreira das Índias passavam por este ofício que punha os lucros das viagens ao serviço da política.”
Depois de assumir a capitania do governo de Macau, terá nomeado Luís de Camões para o cargo de provedor dos defuntos.  A Diogo Pereira se deveu a nova organização e a lesta metamorfose do singelo povoado que era Macau numa cidade de pleno direito.
De acordo com o historiador chinês Tien-Tsê Chang:
«(...)os chineses seguiam com alguma perplexidade este crescimento, dentro dos limites do seu território, o que, de certo, explica o ‘irregular tratamento’ – ora generoso, ora de suspeição – para com os portugueses.»

«Macau em 1563 contava “com 900 pessoas, sem incluir as crianças. Para lá destes residentes, havia vários milhares de estrangeiros comerciantes, criados e escravos (de Malaca, da Índia e de África).» 
Enquanto representante dos mercadores e assecla da Companhia de Jesus, Pereira procurou impedir o capitão de Malaca, D. João Pereira, de ficar com o comércio privativo das ilhas de Cantão . Subsequentemente, entrou em conflito com os interesses da nobreza portuguesa, acabando por ser destituído do cargo em 1565, pelo governador João de Mendonça, que entretanto nomeou D. João Pereira, para o suceder na condição de capitão-mor de Macau, bem como lhe conferiu o cargo de provedor dos defuntos.
De acordo com o historiador Luís Filipe Barreto:

«O choque pessoal entre o muito rico nobre mercador da mais baixa nobreza, Diogo Pereira, e o rico nobre mercador, da mais alta nobreza, D. João Pereira, é apenas mais um episódio das contradições e conflitos sociais internos do mundo português na Ásia»
Em 1566, foi encarregado pelo cunhado, Antão de Noronha, então vice-rei da Índia, de comandar uma das naus da esquadra que combateu os mouros o Oceano Índico.
Em 1568, casou com Claúdia da família Martins na sua regressa a Portugal trazendo muitas riquezas de macau assim construindo o mosteiro dos Pereira